# Дом Советов (Шахты)
Дом Советов — административное здание в Шахтах, являющееся главным корпусом Шахтинского автодорожного института (филиал)
федерального государственного бюджетного образовательного учреждения высшего образования «Южно-Российский государственный политехнический университет (НПИ) имени М.И. Платова». Расположено по адресу: площадь Ленина, 1.
Указом Президиума Верховного Совета СССР от 6 января 1954 года была образована Каменская область. Возникла необходимость в постройке здания для областных учреждений. К реализации был принят типовой проект архитекторов института «Ленгипрокоммунстрой» Н. Ф. Бровкина, М. Н. Михайлова, Л. Ю. Гальперина. Проект был впервые реализован в Пензе, позднее по тому же проекту построили Дома Советов в Новгороде, Орле, Липецке и Черкассах. В плане здание представляет собой прямоугольник с внутренним двором, в заднем корпусе которого выделяется полукруглый объём зала заседаний. Строительство здания началось в 1955 году, однако в 1957 году Каменская область была упразднена. Было принято решение о перепроектировании здания для филиала Новочеркасского политехнического института, который и был открыт в этом здании в 1958 году.
Архитектура здания выдержана в формах советского монументального классицизма. На главном фасаде, обращённом в сторону площади, размещены два ризалита. Фасад разделён на два яруса, нижний из которых выделен рустом. Центральную часть верхнего яруса (3—5 этажи) украшают колонны тосканского ордера, ризалиты украшают пилястры. Вход оформлен порталом. Здание венчает антаблемент с аттиком, поднимающимся от краёв к центру здания, где расположен лепной картуш с гербом РСФСР, знамёнами и колосьями.